# Задруга (село)
Задруга е село в Североизточна България. То се намира в община Кубрат, област Разград.

## Религии
- Ислям (99 %)
- Християнство (1 %)

## Културни и природни забележителности
Според официалните данни на НАИМ към БАН в землището на селото е разкрит един археологически обект с национално значение - надгробна могила в местността „Дюдюклюк“.

## Редовни събития
- 1 май – Селски събор под гора Кубрат-Задруга.
- 6 май – Селски събор под гора Кубрат-Задруга.